# Konkurs Eurowizji dla Młodych Muzyków 2016
18. Konkurs Eurowizji dla Młodych Muzyków odbył się 3 września 2016 roku przed Katedrą w Kolonii. Był to drugi z rzędu konkurs organizowany przez niemieckiego nadawcę publicznego Westdeutscher Rundfunk (WDR). W konkursie wzięło udział 11 muzyków z krajów członkowskich Europejskiej Unii Nadawców (EBU). Uczestnikom akompaniowała orkiestra symfoniczna telewizji WDR, pod batutą Clemensa Schuldta.

## Lokalizacja

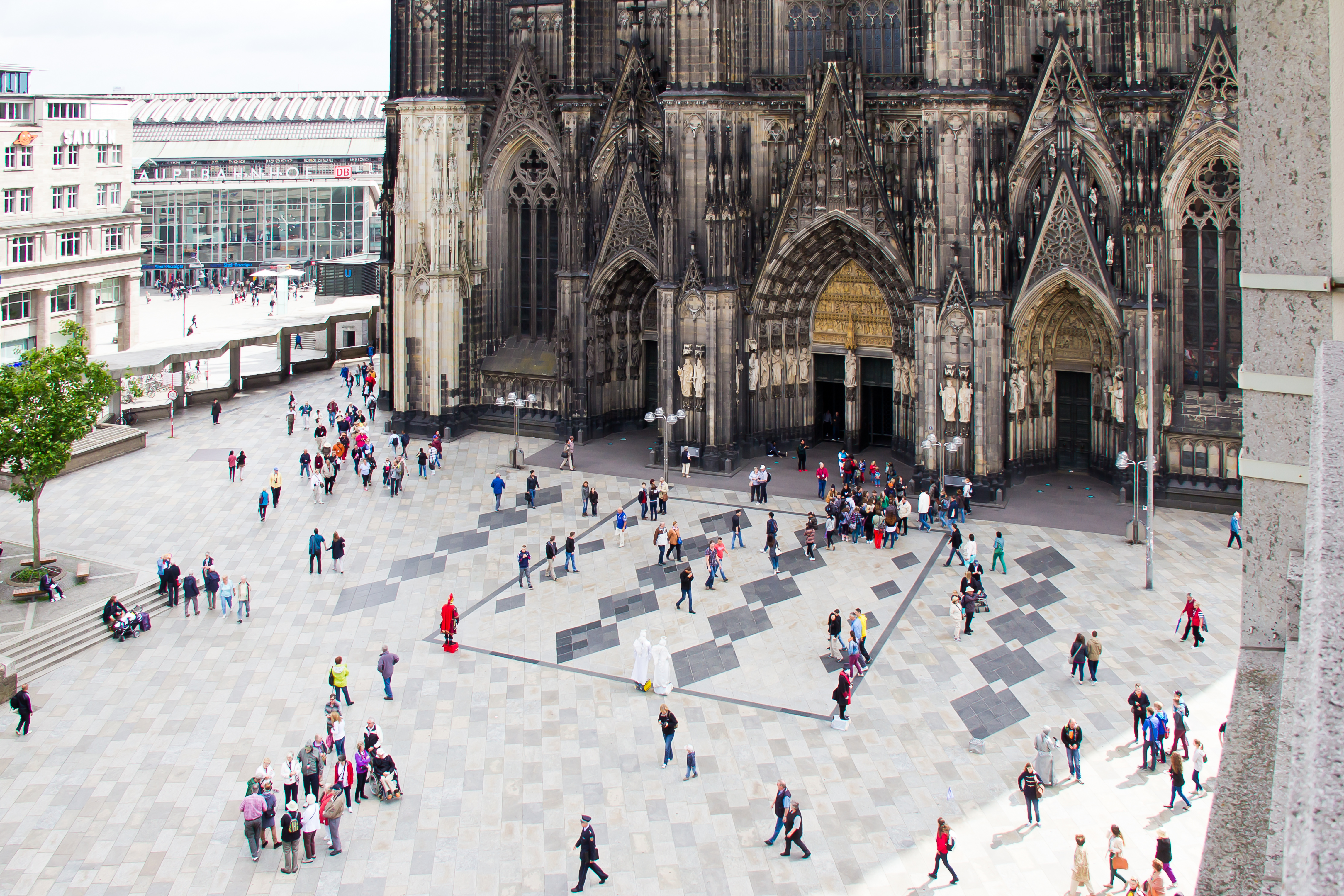
Katedra w Kolonii – miejsce organizacji konkursu

Zainteresowanie organizacją konkursu w 2016 roku wyraziły dwa miasta – Kolonia oraz Budapeszt. Po zaprezentowaniu kandydatur grupie zarządzającej konkursem, przedstawiciele nadawców z Norwegii (NRK), Holandii (NTR) oraz Słowenii (RTVSLO), zdecydowali przyznać organizację Kolonii i niemieckiej stacji Westdeutscher Rundfunk.
9 grudnia 2014, ogłoszono, że Konkurs Eurowizji dla Młodych Muzyków 2016 odbędzie się przed Katedrą w Kolonii, 3 września 2016. Będzie to drugi konkurs z rzędu organizowany w tym miejscu, po Konkursie Eurowizji dla Młodych Muzyków 2014, a także trzeci konkurs organizowany przez Niemcy, gdzie pierwszy z nich to Konkurs Eurowizji dla Młodych Muzyków 2002, który odbył się w Berlinie.

## Format
28 kwietnia 2016 ogłoszono, że prowadzącymi konkurs będą Tamina Kallert i Daniel Hope, a 9 maja, podano informację, że młodym muzykom akompaniować będzie WDR Symphony Orchestra pod dyrygenturą Clemensa Schuldta.
Każdy z 11 uczestników będzie musiał zaprezentować utwór, którego długość nie przekracza 6 minut. Wykonania będą oceniane przez pięcioosobowe profesjonalne jury, które po zakończeniu utworu będzie mogło je skomentować. Po zakończeniu ostatniego występu jurorzy ocenią każdy występ w skali od 1 do 10 punktów. Następnie punkty każdego uczestnika zostaną zsumowane w celu utworzenia ostatecznej tabeli wyników. Nagrody przewidziane są dla zdobywców pierwszych trzech miejsc w stawce konkursowej.

## Członkowie jury
Do profesjonalnego jury zostały wybrane następujące osoby:
- Alice Sara Ott – niemiecko-japońska pianistka, zdobywczyni tytułu Młodej Artystki Roku 2010 w plebiscycie ECHO Klassik[9].
- Andreas Martin Hofmeir – austriacki tubista, zdobywca tytułu Instrumentalisty Roku 2013 w plebiscycie ECHO Klassik.Skomponował również piosenkę Nackert, która wykonywana przez zespół LaBrassBanda zajęła drugie miejsce w niemieckich kwalifikacjach do Konkursu Piosenki Eurowizji 2013 – Unser Song für Malmö.[10]
- Jonathan Cohen – dyrektor artystyczny i założyciel brytyjskiego zespołu muzyki dawnej Arcangelo[11].
- Julian Rachlin – austriacki skrzypek, zwycięzca Konkursu Eurowizji dla Młodych Muzyków 1988[12].
- Tine Thing Helseth – norweska trębaczka, zdobywczyni drugiego miejsca w Konkursie Eurowizji dla Młodych Muzyków 2006, zdobywczyni tytułu Młodej Artystki Roku 2013 w plebiscycie ECHO Klassik[13].

## Państwa uczestniczące
Udział w 18. Konkursie Eurowizji dla Młodych Muzyków potwierdziło jedenastu nadawców publicznych. Była to najniższa liczba uczestników od 1992 roku. W porównaniu z 2014 rokiem, z konkursu odeszły Grecja, Holandia, Mołdawia oraz Portugalia. Wstępnie zakładano powrót do konkursu koncertów półfinałowych, które miałyby się odbyć 28 sierpnia i 29 sierpnia 2016, jednakże później zrezygnowano z tego pomysłu z powodu małej liczby państw zainteresowanych udziałem w konkursie.

### Finaliści

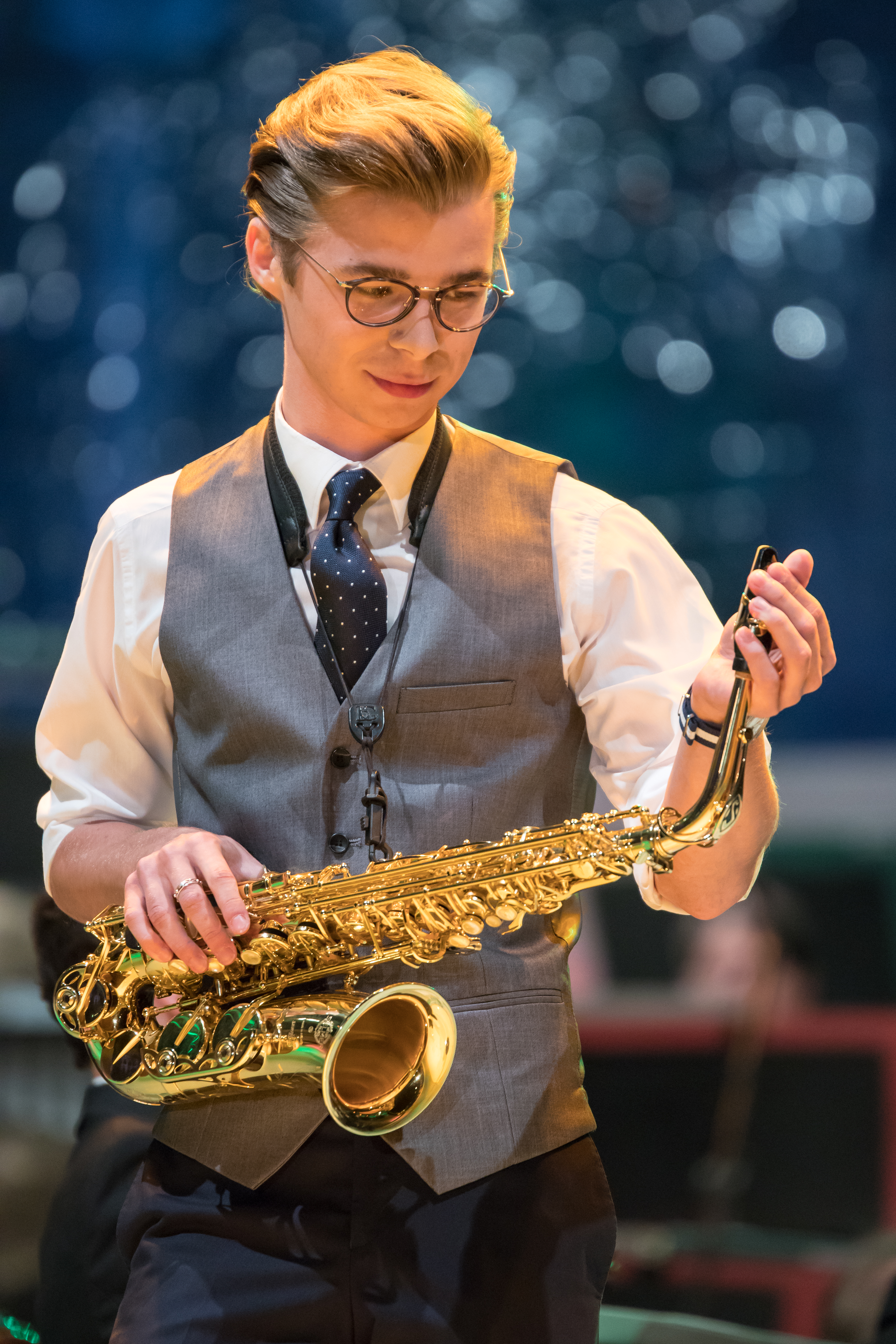
Łukasz Dyczko

| L. p. | Państwo    | Reprezentant         | Instrument  | Utwór                                                                                       | Miejsce |
| ----- | ---------- | -------------------- | ----------- | ------------------------------------------------------------------------------------------- | ------- |
| 01    | Węgry      | Jakab Roland Attila  | skrzypce    | Pablo de Sarasate – Zigeunerwisen op. 20, No. 1                                             | –       |
| 02    | Malta      | Dmitry Ishkhanov     | fortepian   | Dmitrij Kabalewski – Koncert fortepianowy nr 3, op. 50, cz. 1                               | –       |
| 03    | Austria    | Dominik Wagner       | kontrabas   | 'Siergiej Kusewicki' – Koncert na kontrabas i orkiestrę, Allegro z kadencją                 | 3       |
| 04    | Polska     | Łukasz Dyczko        | saksofon    | André Waignein – Rapsodia na saksofon altowy                                                | 1       |
| 05    | Szwecja    | Eliot Nordqvist      | fortepian   | Camille Saint-Saëns – Koncert nr 2 g-moll, op. 22, Andante Sostenuto                        | –       |
| 06    | Słowenia   | Zala Vidic           | wiolonczela | Piotr Czajkowski – Wariacje na temat rokokowy op. 33, VI: Andante, VII e Coda: Allegro vivo | –       |
| 07    | Chorwacja  | Marko Martinović     | tambura     | Jules Massenet – Medytacje z opery Thaïs                                                    | –       |
| 08    | San Marino | Francesco Stefanelli | wiolonczela | Dmitrij Szostakowicz – Koncert wiolonczelowy nr 1, cz. 1: Allegretto                        | –       |
| 09    | Niemcy     | Raul Maria Dignola   | waltornia   | Wolfgang Amadeus Mozart – Koncert na róg i orkiestrę nr 2, Allegro maestoso                 | –       |
| 10    | Czechy     | Robert Bílý          | fortepian   | Samuel Barber – Koncert fortepianowy op.38, cz. 3: Allegro Molto                            | 2       |
| 11    | Norwegia   | Ludvig Gudim         | skrzypce    | Franz Waxman – Carmen Fantasie                                                              | –       |

## Pozostałe państwa
Aby kraj mógł uczestniczyć w Konkursie Eurowizji dla Młodych Muzyków, musi być aktywnym członkiem EBU. Nie wiadomo czy EBU rozsyła zaproszenia do uczestnictwa w tym formacie do każdego państwa członkowskiego tak, jak ma się to z Konkursem Piosenki Eurowizji, jak i z Konkursem Piosenki Eurowizji dla Dzieci. Wymienione poniżej państwa wydały komunikaty na temat ich decyzji o braku uczestnictwa w konkursie.

### Aktywni członkowie EBU
- Belgia – 20 października 2015 belgijski nadawca Vlaamse Radio- en Televisieomroeporganisatie (VRT) poinformował, że Belgia nie powróci do konkursu w 2016 roku. Ostatni raz wystąpiła ona w Konkursie Eurowizji dla Młodych Muzyków 2006[19].
- Cypr – 18 października 2015 Cyprus Broadcasting Corporation (CyBC) ogłosiła, że kraj nie wystąpi w 2016 roku. Ostatni raz Cypr uczestniczył w konkursie w 2010 roku[20].
- Grecja – grecki nadawca Ellinikí Radiofonía Tileórasi (ERT), po występach w 2014, zrezygnował z udziału w konkursie w 2016 roku, nie podając żadnej oficjalnej informacji[14].
- Holandia – holenderski nadawca Nederlandse Omroep Stichting (NOS), po występach w 2014, zrezygnował z udziału w konkursie w 2016 roku, nie podając żadnej oficjalnej informacji[14].
- Izrael – 19 października, Israel Broadcasting Authority (IBA) ogłosił, że kraj opuści konkurs w 2016 roku. Ostatni raz Izrael pojawił się w stawce konkursowej w 1986[21].
- Łotwa – 15 października, łotewski nadawca Latvijas Televīzija (LTV) ogłosił, że kraj nie wystąpi w 2016 roku. Ostatni konkurs, w którym Łotwa miała swojego reprezentanta odbył się w 2004 roku[22].
- Mołdawia – mołdawski nadawca TeleRadio-Moldova (TRM), po występach w 2014, zrezygnował z udziału w konkursie w 2016 roku, nie podając żadnej oficjalnej informacji[14].
- Portugalia– portugalski nadawca Rádio e Televisão de Portugal (RTP), po występach w 2014, zrezygnował z udziału w konkursie w 2016 roku, nie podając żadnej oficjalnej informacji[14].

Pozostałe państwa, które wzięły udział w konkursie co najmniej raz, ale nie wezmą udziału w 2016 roku, a także nie wydały żadnych oficjalnych oświadczeń w tej sprawie:
- Armenia
- Białoruś
- Bośnia i Hercegowina
- Bułgaria
- Dania
- Estonia
- Finlandia
- Francja
- Gruzja
- Hiszpania
- Irlandia
- Litwa
- Macedonia Północna
- Rumunia
- Rosja
- Serbia
- Słowacja
- Szwajcaria
- Ukraina
- Wielka Brytania
- Włochy